# Pangasius larnaudii
Pangasius larnaudii är en fiskart som beskrevs av Bocourt, 1866. Pangasius larnaudii ingår i släktet Pangasius och familjen Pangasiidae. IUCN kategoriserar arten globalt som livskraftig. Inga underarter finns listade i Catalogue of Life.